# Buskett
Buskett är en park i Malta. Den ligger i kommunen Is-Siġġiewi, i den sydvästra delen av landet. Buskett ligger 219 meter över havet.
Terrängen runt Buskett är kullig. Närmaste större samhälle är Birkirkara, 7 kilometer nordost om Buskett. 
Trakten runt Buskett består till största delen av jordbruksmark.